# MLH1
MLH1 es un gen humano que está situado en el brazo corto del cromosoma 3. Tiene una importante función en el proceso de reparación de errores durante la duplicación del ADN. Se encuentra frecuentemente mutado en el síndrome de Lynch, condición hereditaria que incrementa la probabilidad de presentar cáncer de colon, cáncer de recto y otros tumores malignos.

## Función
Su función es codificar una proteína que pertenece a la familia de proteínas del sistema reparador del ADN (MMR por sus siglas en inglés). La proteína MLH1  codificada por el gen, se une a la proteína PMS2, formando un complejo molecular que participa en la corrección de los errores que se producen en el proceso de duplicación del ADN durante la división celular. Ello implica la sustitución de la sección de ADN que contiene errores por otro fragmento con la secuencia correcta.

## MLH1y síndrome de Lynch
El síndrome de Lynch o cáncer colorrectal hereditario no asociado a poliposis, se caracteriza por una predisposición hereditaria a presentar cáncer de colon y otros tumores malignos. Alrededor del 30% [cita requerida] de los pacientes afectos de este síndrome presentan una mutación en el gen MLH1 que hace que se produzca una proteína de composición anómala que no cumple correctamente su función de reparar los errores en la duplicación del ADN. Se han descrito varios cientos de mutaciones diferentes que pueden provocar el síndrome.

## MLH1y síndrome de Turcot
El síndrome de Turcot es un trastorno hereditario poco frecuente que se caracteriza por la asociación de pólipos adenomatosos en el tubo digestivo y propensión a la aparición de tumores del sistema nervioso central. Al igual que el síndrome de Linch, se asocia a mutaciones en el gen MLH1.